# Променлива на средата
Променливите на средата (environment variables) представляват динамични стойности, които засягат работещите процеси в една операционна система.

## Unix и подобни на Unix операционни системи
В Unix и подобните на Unix операционни системи всеки процес си има собствен набор от променливи на средата. Типични променливи са:
- PATH -- списък от директории, които командния интерпретатор преглежда за изпълнението на команди
- TERM -- указва типа на терминал използван за текущата сесия
- MAIL -- къде се намира ел. поща на текущия потребител
- HOME -- къде се намира домашната директория на потребителя

### Начин за промяна на променлива на средата по време на изпълнение
```
export $nameOfVariable = newValue
```

например:
```
export $PATH = $PATH;/path/to/the/dir/Ihave/lotOf/executables
```

## Таблица на променливите на средата иползвани в Windows XP и Windows Vista
| ALLUSERSPROFILE        | %ALLUSERSPROFILE%        | Локална променлива, връща директорията на всички потребители |
| APPDATA                | %APPDATA%                | Представя директорията, в която програмите запазват данните си |
| CD                     | %CD%                     | Локална – представлява текущата директория |
| CMDCMDLINE             | %CMDCMDLINE%             | Представлява точната команда за стартирането на командния интерпретер на Windows cmd.exe. |
| CMDEXTVERSION          | %CMDEXTVERSION%          | Системна – представлява номера на командните разширения |
| COMPUTERNAME           | %COMPUTERNAME%           | Системна – представя името на компютъра |
| COMSPEC                | %COMSPEC%                | Системна – представя точната директория на шела |
| DATE                   | %DATE%                   | Системна, съдържа информация за текущата дата |
| ERRORLEVEL             | %ERRORLEVEL%             | Системна, представлява върнатата стойност от позледно изпълнената програма. Всяка стойност различна от нула обикновено и грешка                                                                       |
| HOMEDRIVE              | %HOMEDRIVE%              | Показва буквата на домашната директория |
| HOMEPATH               | %HOMEPATH%               | Системна. Връща пълната домашна директория на потребителя. |
| HOMESHARE              | %HOMESHARE%              | System returns the network path to the user's shared home directory. This variable is set based on the value of the home directory. The user's home directory is specified in Local Users and Groups. |
| LOGONSERVER            | %LOGONSERVER%            | Local returns the name of the domain controller that validated the current logon session. |
| NUMBER_OF_PROCESSORS   | %NUMBER_OF_PROCESSORS%   | Показва броят на процесорите в текущия компютър |
| OS                     | %OS%                     | Показва името на текущата операционна система |
| PATH                   | %PATH%                   | Системна. Показва директориите които бивата претърсвани за изпълнението на изпълними файлове |
| PATHEXT                | %PATHEXT%                | Системна. Показва файловите разширения, които определят един файл като изпълним (или програма) |
| PROCESSOR_ARCHITECTURE | %PROCESSOR_ARCHITECTURE% | Системна. Показва процесорната архитектура. Стойности: x86, IA64. |
| PROCESSOR_IDENTIFIER   | %PROCESSOR_IDENTIFIER%   | Системна. Представлява описател на процесора |
| PROCESSOR_LEVEL        | %PROCESSOR_LEVEL%        | Системна. Предстявя номера на модела на процесора |
| PROCESSOR_REVISION     | %PROCESSOR_REVISION%     | System returns the revision number of the processor. |
| Program Files          | %PROGRAMFILES%           | Представя директорията под подразбиране на инсталиране на програми |
| PROMPT                 | %PROMPT%                 | Локална. Показва външния вид на промпта на командния интерпретатор |
| RANDOM                 | %RANDOM%                 | Системна. Връща произволно цяло число от 0 до 32767. |
| SYSTEMDRIVE            | %SYSTEMDRIVE%            | System returns the drive containing the Windows root directory (i.e., the system root). |
| SYSTEMROOT             | %SYSTEMROOT%             | System returns the location of the Windows root directory. |
| TEMP                   | %TEMP%                   | System and User return the default temporary directories for applications that are available to users who are currently logged on. Some applications require TEMP and others require TMP.             |
| TMP                    | %TMP%                    | System and User return the default temporary directories for applications that are available to users who are currently logged on. Some applications require TEMP and others require TMP.             |
| TIME                   | %TIME%                   | System returns the current time. This variable uses the same format as the time /t command. Cmd.exe generates this variable. For more information about the time command, see the Time command.       |
| USERDOMAIN             | %USERDOMAIN%             | Local returns the name of the domain that contains the user's account. |
| USERNAME               | %USERNAME%               | Local returns the name of the user currently logged on. |
| USERPROFILE            | %USERPROFILE%            | Local returns the location of the profile for the current user. |
| WINDIR                 | %WINDIR%                 | Представя директорията на Операционната система |

### Примери в Windows
Употребата на променливи на средата в batch файлове е широко разпространена. Чрез нея се постига по-високо ниво на абстракност и преностимост (между различните Уиндоус системи).
Например командата:
```
start /max %WINDIR%/notepad.exe
```

би стартирала текстовият редактор и на Windows 2000, Windows XP Home Edition въпреки че notepad се намира в C:\windows\ в Windows XP Home Edition и C:\WINNT в Windows 2000.